# Echelus myrus
Echelus myrus is een straalvinnige vissensoort uit de familie van de slangalen (Ophichthidae). De wetenschappelijke naam is gepubliceerd in 1758 door Linnaeus in de tiende editie van Systema naturae.